# Bernhard Witt
Bernhard Witt (* 21. April 1899 in Königsberg, Preußen; † 2. Mai 1967 in Wolfsburg) war ein deutscher Politiker (SPD) und Mitglied des Ernannten Niedersächsischen Landtages.

## Leben
Bernhard Witt arbeitete als Fliesenleger. 
Vom 9. Dezember 1946 bis 28. März 1947 war er Mitglied des ernannten Niedersächsischen Landtages.